# Boloria radiata
Boloria radiata är en fjärilsart som beskrevs av Nordström 1918. Boloria radiata ingår i släktet Boloria och familjen praktfjärilar. Inga underarter finns listade i Catalogue of Life.